# Сила (Звёздные войны)
Сила, Великая сила (англ. The Force) — важнейшее понятие в фантастической эпопее «Звёздных войн». Силовое поле, использовавшееся Орденом джедаев и ситхами. В фильме Сила описана Оби-Ваном Кеноби так: «энергетическое поле, создаваемое всеми живыми существами, которое окружает нас, находится внутри нас и связывает воедино Галактику». Умеющий направлять Силу может развить способности к телекинезу, глубокому гипнозу, сверхчувственному восприятию, предвидению будущего и др.
В первой трилогии Силу описывали как некую духовную мистическую способность, которую можно развить в себе при помощи духовных практик. В первом же эпизоде концепция силы поменялась уже на более материальную: там говорится, что способность взаимодействовать с Силой обусловлена наличием в клетках организма симбиотических существ — мидихлорианов (появились как объяснение только в первом эпизоде), и чем их больше, тем лучше взаимодействие носителя с Силой. Тем не менее, одно лишь присутствие мидихлориана не даёт контроля над Силой — этому нужно долго учиться. Совет Ордена Джедаев считал, что лучше всего начинать обучение в раннем детстве, и выработал систему для обнаружения детей с высоким содержанием мидихлорианов. С разрешения родителей Орден забирает таких детей для обучения.
Если пользоваться Силой могут только редкие, одарённые с рождения сверхспособностями жители Галактики, то чувствует, наполняется ею в той или иной мере всё живое. При гибели большого количества живых существ возникали волнения в Силе. Так случилось в битве при Малакоре V и в момент уничтожения Альдераана.
Всего существует четыре аспекта силы. Кроме Тёмной и Светлой сторон Силы также есть Единая Сила и Живая Сила (или же Жизненная Сила).
Аналогом Силы является китайская концепция ци.
Также Сила может принимать довольно необычные формы. Так, в мультсериале Звёздные войны: Война клонов, она воплотилась в трёх существах: Отце, Сыне и Дочери. Отец пропускал всё движение Силы в Галактике сквозь себя, Сын был приверженцем Тёмной Стороны, а Дочь — Светлой.

## Стороны Силы
Существуют две противоположные философии использования Силы — Светлая сторона и Тёмная сторона, так же есть т. н. «Серые джедаи», группа, средняя между тёмной и светлой стороной Силы. Сторона выбирается в зависимости от личных морально-этических принципов. Выбор стороны — важнейший шаг в жизни любого разумного существа, умеющего направлять Силу.

### Светлая сторона
Философию Светлой стороны воплощают в жизнь Джедаи. Эта философия отражена в Кодексе Джедая и, ещё в большей степени, в Символе веры Джедая.
Кодекс Джедая приводится во многих книгах о «Звёздных войнах» и состоит из пяти Истин:

| There is no emotion, there is peace.       | Нет волнения — есть покой.        |
| There is no ignorance, there is knowledge. | Нет невежества — есть знание.     |
| There is no passion, there is serenity.    | Нет страсти — есть безмятежность. |
| There is no chaos, there is harmony.*      | Нет хаоса — есть гармония.*       |
| There is no death, there is the Force.     | Нет смерти — есть Сила.           |

* Истина о хаосе и гармонии приводится не во всех публикациях Кодекса.
Символ веры состоит из пяти вероучений:

Джедаи — защитники мира в Галактике.

Джедаи используют свои способности чтобы охранять и защищать — никогда для нападения на других.

Джедаи уважают каждую жизнь, в любой форме.

Джедаи служат другим, а не властвуют над ними, во благо Галактики.

Джедаи стремятся к самосовершенствованию через познание и тренировку.

Jedi are the guardians of peace in the Galaxy.

Jedi use their powers to defend and protect, never to attack others.

Jedi respect all life, in any form.

Jedi serve others rather than rule over them, for the good of the Galaxy.

Jedi seek to improve themselves through knowledge and training.

Философия Светлой стороны состоит в бескорыстии, альтруизме, отказе от личных амбиций, в использовании Силы только для защиты мира в Галактике. Последователь Светлой стороны должен научиться контролировать свой гнев, освободиться от страстей и волнений, постичь знания и нести мир и добро всем разумным существам.

### Тёмная сторона
Эта концепция использования Силы противоположна Светлой стороне. Тёмная сторона подпитывается отрицательными эмоциями: гневом, властолюбием, яростью, чувством превосходства, ненавистью, страхом. Наиболее яркие последователи пути Тёмной стороны — ситхи, противостоящие джедаям. Чувствительность к Силе даёт определённые преимущества и ситхи используют их, основываясь на эгоизме и жажде власти. По легенде ситхи появились в далёком прошлом как группа джедаев-отступников.
Как многие полагают, тёмная сторона не является свойством самой силы: во время тренировки в академии Джедаев на Явине IV Кайл говорит, что «Сила не добрая или злая, всё зависит от того, как её используют».
Кодекс Ситхов звучит так:

Покой - это ложь; есть только страсть.

Страсть придаёт силы.

Сила дарует могущество.

Могущество приносит победу.

Победа сорвет с меня оковы.

— "Дарт Бейн. Путь Разрушения". Дрю Карпишин

Peace is a lie, there is only passion.

Through passion, I gain strength.

Through strength, I gain power.

Through power, I gain victory.

Through victory, my chains are broken.

The Force shall free me.

В расширенной вселенной «Звёздных войн» помимо ситхов есть и другие кланы, использующие Тёмную сторону Силы. Известно, что уроженки суровой планеты Датомир (англ. Dathomir), известные как Ведьмы Датомира (англ. Witches of Dathomir), чувствительны к Силе и используют её Тёмную сторону.

### Единая Сила
Философия Единой Силы гласила что Сила не имеет тёмной или светлой сторон. Джедаи времён Галактической Республики клеймили её как ересь.
Сторонниками философии Единой Силы являлись Люк Скайуокер и император Палпатин.

### Живая Сила
Живая или Жизненная Сила являлась частью любого живущего существа. Единственной расой, не наделённой Живой Силой была раса юужань-вонгов. Из-за этого они не могли ощущаться через Силу и на них было довольно трудно воздействовать с помощью Силы.
Сторонником философии Живой Силы являлся Квай-Гон Джинн.

## Мидихлорианы
Мидихлориа́ны — микроскопические формы жизни, которые по сюжету «Звёздных войн» содержатся во всём живом и позволяют чувствовать Силу и контролировать её.
Слово образовано из комбинации слов митохондрия и хлоропласт — так называются реально существующие органеллы живых клеток, дающие им энергию. А недавно обнаруженный вид паразитирующих в митохондриях подвижных риккетсий назван с одобрения Джорджа Лукаса Midichloria mitochondrii. В игре Doodle God, при создании артефакта «Световой меч», можно увидеть подсказку: «Вы сможете это решить, если у вас достаточно мидихлориан» (англ. You can solve it, if you have enough midichloria mitochondrii).